# Baudouin de Lichtervelde
Baudouin de Lichtervelde (* 3. Januar 1877 in Wien; † 10. April 1960 in Lissabon) war ein belgischer Diplomat.

## Leben
Baudouin de Lichtervelde war der Sohn von Marguerite Lucia de Spangen de Ippoliti und Gontran de Lichtervelde (1849–1905). Er heiratete Isabeau de Bailleul und studierte Philosophie und Literatur und schloss ein Studium der Rechtswissenschaften an der Universität von Louvain ab.
Baudouin de Lichtervelde trat am 11. Dezember 1897 in den auswärtigen Dienst und wurde Attaché in Washington, D.C., wo sein Vater zu dieser Zeit Gesandter war. An den Gesandtschaften in Madrid, Peking, Berlin, Bern und Lissabon war er Gesandtschaftssekretär. Er hatte diplomatische Funktionen in Tanger, Den Haag, Belgrad, Rom, Bukarest und vom 8. August 1911 bis März 1919 beim Heiligen Stuhl. Von 1921 bis 1942 leitete er die Gesandtschaft in Lissabon.